# Okhoud
Okhoud est un village de la région de Şəki en Azerbaïdjan.

## Géographie
Le village d'Okhoud de la région de Şəki est situé dans la circonscription administrative du village d'Okhoud.

## Économie
La principale occupation de la population du village est l'élevage et l'agriculture.

## Population
Selon les statistiques de 2009, la population du village est de 4825 personnes.

## Culture
Il y a 2 écoles, 2 bibliothèques, une mosquée, deux tours de télétransmission, 1 moulin à farine, un restaurant, et plusieurs centres de communication artésiens de grande capacité dans le village.

## Personnes notables
- Ahmadiyya Jabrayilov - participant à la Seconde Guerre mondiale, partisan, l'un des éminents représentants de la Résistance française[3]
- Mikayil Jabrayilov - héros national de l'Azerbaïdjan, fils d'Ahmadiyya Jabrayilov[4]
- Nourou Abdoullayev - Participant à la Seconde Guerre mondiale, l'un des représentants de la Résistance française